# Phân cấp hành chính Argentina
Cộng hòa Argentina (rộng 2.766.890 km² với 40.134.425 nhân khẩu) có 4 cấp hành chính địa phương.

## Cấp thứ nhất
Cấp đơn vị hành chính địa phương thứ nhất của Argentina bao gồm 24 đơn vị, trong đó có 23 đơn vị gọi chung là provincia và một thành phố tự trị (ciudad autónoma) Buenos Aires.

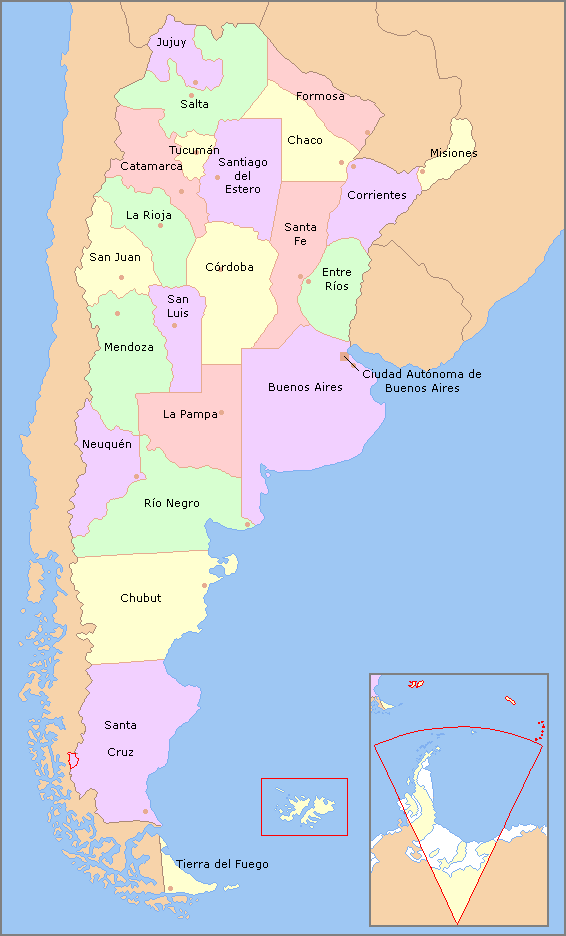
Các provincia của Argentina. Argentina tranh chấp quần đảo Falkland("Islas Malvinas"), một quần đảo thuộc Anh, và một phần Châu Nam Cực, cả hai vùng này được coi là vùng đất của Tierra del Fuego Province.

## Cấp thứ hai
Các provincia của Argentina nói chung lại chia thành các departmento, riêng provincia Buenos Aires chia thành các partido. Thành phố tự trị-thủ đô Buenos Aires không phân chia thành các đơn vị hành chính nhỏ hơn, song có đặt ra 48 khu hành chính để tiện quản lý.
Hiện Argentina có 376 departmento bao gồm 2 departmento trong vùng tranh chấp mà Argentina tuyên bố chủ quyền. Tỉnh Buenos Aires có 134 partido.
Xem thêm: Danh sách departmento của Argentina, Danh sách partido của tỉnh Buenos Aires.